# …zažít nudu – vadí!
…zažít nudu – vadí! (2005) je album písni autorské dvojice Jaroslav Uhlíř a Zdeněk Svěrák. Nahrávky, jež se na albu vyskytují, zazněly v televizní pořadu Hodina zpěvu vysílaném Českou televizí. Album obsahuje úhrnem třináct skladeb doplněné dvěma karaoke verzemi již uvedených skladeb.

## Seznam písniček
1. Přijíždí k nám Večerníček
2. Jedeme vlakem
3. Vlčí máky
4. Včely
5. Koráby
6. Straka
7. Populační
8. Jevíčko
9. Počítací
10. Kaštany
11. Myš Lenka
12. Budulínek (operka)
13. Karkulka (operka)
14. Budulínek (karaoke verze)
15. Karkulka (karaoke verze)